# 17 de abril
El 17 de abril es el 107.º (centésimo séptimo) día del año en el calendario gregoriano y el 108.º en los años bisiestos. Quedan 258 días para finalizar el año.

## Acontecimientos
- 47 a. C.: en Longxi (34°54′N 104°42′E / 34.9, 104.7), unos 90 km al sur de la ciudad de Dingshí, en la provincia de Gansu, en el centro de China, se registra un terremoto de magnitud 6,8 de la escala sismológica de Richter (intensidad de 9), que deja «muchos muertos».
- 69: después de la primera batalla de Bedriacum ―en Cremona (Italia)―, Vitelio se convierte en emperador romano.
- 796: en Al-Ándalus (Córdoba) Al-Hakam I sube al poder como emir independiente.
- 1080: Harald III de Dinamarca muere y es sucedido por Canute IV, quien más tarde sería el primer danés en ser canonizado.
- 1397: Geoffrey Chaucer narra los Cuentos de Canterbury por primera vez ante la corte de Ricardo II de Inglaterra.
- 1492: en España, los Reyes Católicos y Cristóbal Colón firman las Capitulaciones de Santa Fe, convenio previo a su supuesto viaje a Asia para adquirir especias.
- 1521: Martín Lutero comparece ante la Dieta de Worms, se niega a rechazar sus enseñanzas y es excomulgado de la Iglesia católica.
- 1523: el jefe amerindio Diriangén, al frente de guerreros "dirianes" = "hombres o pobladores de las alturas" y "nagrandanos" = "hombres o pobladores de los bajos o llanuras", enfrenta a los conquistadores españoles al mando de Gil González Dávila, en lo que es considerada como la primera manifestación de rebeldía contra la conquista en el territorio de la actual Nicaragua.
- 1524: en la actual Nueva York, el navegante italiano Giovanni da Verrazzano arriba al puerto.
- 1535: en la Nueva España, el conquistador español Antonio de Mendoza y Pacheco es nombrado Virrey (el primero).
- 1555: después de 18 meses de sitio, Siena se rinde a Florencia. La República de Siena se incorpora al Gran Ducado de Toscana.
- 1610: en España, el rey Felipe III ordena la expulsión de los moriscos de Aragón.
- 1711: en España se forma el Cuerpo de Ingenieros Militares por real decreto de Felipe V.
- 1797: en Puerto Rico, el británico sir Ralph Abercromby comienza el sitio a la colonia española de San Juan.
- 1826: Santa Fe de Antioquia deja de ser la capital de Antioquia (Colombia), título que obtiene Medellín.
- 1861: en el marco de la Guerra Civil de Estados Unidos, el estado de Virginia se separa de la Unión.
- 1861: en Matanzas (Cuba), el esclavo chino Justo Wong descubre accidentalmente las cuevas de Bellamar.
- 1863: en el marco de la Guerra Civil de Estados Unidos, comienza la incursión de Grierson, en el que las tropas bajo el coronel del ejército de la Unión Benjamin Grierson atacan el centro de Misisipi.
- 1864: en Carolina del Norte —en el marco de la Guerra Civil de Estados Unidos— se inicia la batalla de Plymouth, donde las fuerzas confederadas atacan esa ciudad.
- 1865: en los Estados Unidos, una tal Mary Surratt es arrestada como conspiradora del asesinato de Abraham Lincoln.
- 1869: en México, el presidente Benito Juárez crea el estado de Morelos. Su primer gobernador fue el general Francisco Leyva.
- 1888: en Inglaterra se constituye la Liga de Fútbol Profesional, formada por doce equipos.
- 1892: en un acto en Nueva York, José Martí proclama la creación del Partido Revolucionario Cubano.
- 1894: José Martí publica El alma de la revolución y el deber de Cuba en América.
- 1895: China y Japón firman el Tratado de Shimonoseki, que marca el final de la primera guerra sino-japonesa, el imperio Qing tiene que renunciar a Corea y concede parte del sur de Fengtien, Taiwán y las Islas Pescadores a Japón.
- 1907: en los Estados Unidos, el centro de inmigración de la isla Ellis procesa 11 747 personas, más que en ningún otro día de su Historia.
- 1912: fecha prevista en la que debía atracar el Titanic en Nueva York.
- 1924: en los Estados Unidos se crea la empresa cinematográfica Metro-Goldwyn-Mayer, fusión de Metro Pictures, Goldwyn Pictures, y la Louis B. Mayer Company.
- 1941: en el marco de la Segunda Guerra Mundial, Yugoslavia se rinde ante la superioridad del ejército nazi.
- 1942: en la fortaleza de Königstein, el general francés Henri Giraud se escapa de su castillo prisión.
- 1945: en Strassfurt (Alemania), el teniente coronel Boris T. Pash encuentra media tonelada de uranio, en un intento de los planes de la Alemania de construir una bomba atómica.
- 1946: Siria se independiza de los imperios británico y francés.
- 1949: huye a Italia el doctor Josef Mengele, célebre en la práctica de investigaciones médicas con prisioneros en los campos de concentración nazis.
- 1951: se creó el Instituto Antártico Argentino, un organismo científico tecnológico que tiene como función definir, desarrollar, dirigir, controlar, coordinar y difundir la actividad científico-tecnológica argentina en la Antártida.
- 1952: en los terrenos aledaños al Cacahual (cerca de Santiago de las Vegas, Cuba) ―donde se encuentran los restos del general Antonio Maceo y su ayudante Panchito Gómez Toro―, mil estudiantes plantan un bosque como homenaje al Día del Árbol.
- 1959: en Cuba, el Gobierno de Fidel Castro decreta el uso público gratuito de todas las playas.
- 1961: el presidente estadounidense John F. Kennedy envía a Cuba a 1400 mercenarios anticastristas cubanos armados y entrenados por la CIA (invasión de Bahía de Cochinos).
- 1964: en la New York World's Fair, la Ford Motor Company presentó su ícono más grande, el Ford Mustang, considerado por muchos como el mejor auto de la historia.
- 1964: en un pozo a 119 metros bajo tierra, en el área U9au del Sitio de pruebas atómicas de Nevada (a unos 100 km al noroeste de la ciudad de Las Vegas), a las 7:29 (hora local) Estados Unidos detona su bomba atómica Bogey, de menos de 20 kt. Es la bomba n.º 366 de las 1132 que Estados Unidos detonó entre 1945 y 1992.
- 1964: en Flushing (estado de Nueva York) se inauguró el estadio Shea.
- 1964: Jerrie Mock se convirtió en la primera mujer en dar la vuelta al mundo por aire.
- 1969: Sirhan Sirhan es detenido por el asesinato de Robert F. Kennedy.
- 1969: el Partido Comunista de Checoslovaquia releva a Alexander Dubček.
- 1970: en el marco del Programa Apolo, la tripulación del Apolo 13 vuelve a la Tierra a salvo.
- 1971: se forma la República Popular de Bangladésh.
- 1971: Sierra Leona —después de 10 años de violencia tras su independencia del Imperio británico— se convierte en república.
- 1972: en Montevideo (Uruguay), las Fuerzas Conjuntas (Fuerzas Armadas y Policía) asesinan a ocho obreros comunistas desarmados en el local del Seccional 20 del PCU (luego declarado por esta causa Monumento Histórico Nacional), en un paso profundizador del proceso que desembocaría en el golpe de Estado de 1973 en Uruguay.
- 1975: en Camboya termina la Guerra civil cuando los jemeres rojos capturan la capital Phnom Penh y el gobierno camboyano se rinde.
- 1977: Eleanor F. Helin y Schelte John Bus descubren el asteroide Aristeo (2135).
- 1982: la reina Isabel II concede la completa autonomía constitucional a Canadá.
- 1986: los Países Bajos y las Islas Sorlingas firman un tratado de paz y termina así la Guerra de los Trescientos Treinta y Cinco Años.
- 2004: en el Reino de España, José Luis Rodríguez Zapatero presta juramento como presidente del Gobierno.
- 2005: en el Reino de España se realizan elecciones (en el País Vasco y en Galicia).
- 2006: en Tel Aviv (Israel), el suicida palestino Sami Hammad hace explotar una bomba, matando a 11 personas e hiriendo a 70.
- 2007: fue lanzado el Libertad 1, primer satélite colombiano.
- 2011: se emite el primer capítulo de la primera temporada de Game of Thrones en la cadena de televisión estadounidense HBO. Su título era "Winter Is Coming" (en español, "Se acerca el invierno"). Duró 62 minutos y tuvo una audiencia de 2,2 millones de espectadores.
- 2013: una explosión en una planta de fertilizantes en la ciudad de West, Texas, mata a 15 personas e hiere a otras 160.
- 2014: el telescopio espacial Kepler de la NASA confirma el descubrimiento del primer planeta del tamaño de la Tierra en la zona habitable de otra estrella.
- 2019: en Lima (Perú), Alan García Pérez, dos veces presidente, se dispara un tiro en la cabeza, cuando la Policía iba a arrestarlo por el caso Odebrecht.

## Nacimientos
- 593: Jomei, emperador japonés (f. 641).
- 1154: Sancho VII de Navarra, rey de Navarra (f. 1234).
- 1271: Juana I de Navarra, reina navarra (f. 1305).
- 1278: Miguel IX Paleólogo, coemperador bizantino (f. 1320).
- 1497: Pedro de Valdivia, militar español, conquistador de Chile (f. 1553).
- 1573: Maximiliano I, elector bávaro (f. 1651).
- 1586: John Ford, dramaturgo y poeta inglés (f. 1639).
- 1598: Giovanni Riccioli, astrónomo italiano (f. 1671).
- 1622: Henry Vaughan, poeta galés (f. 1695).
- 1683: Johann David Heinichen, compositor del barroco alemán (f. 1729).

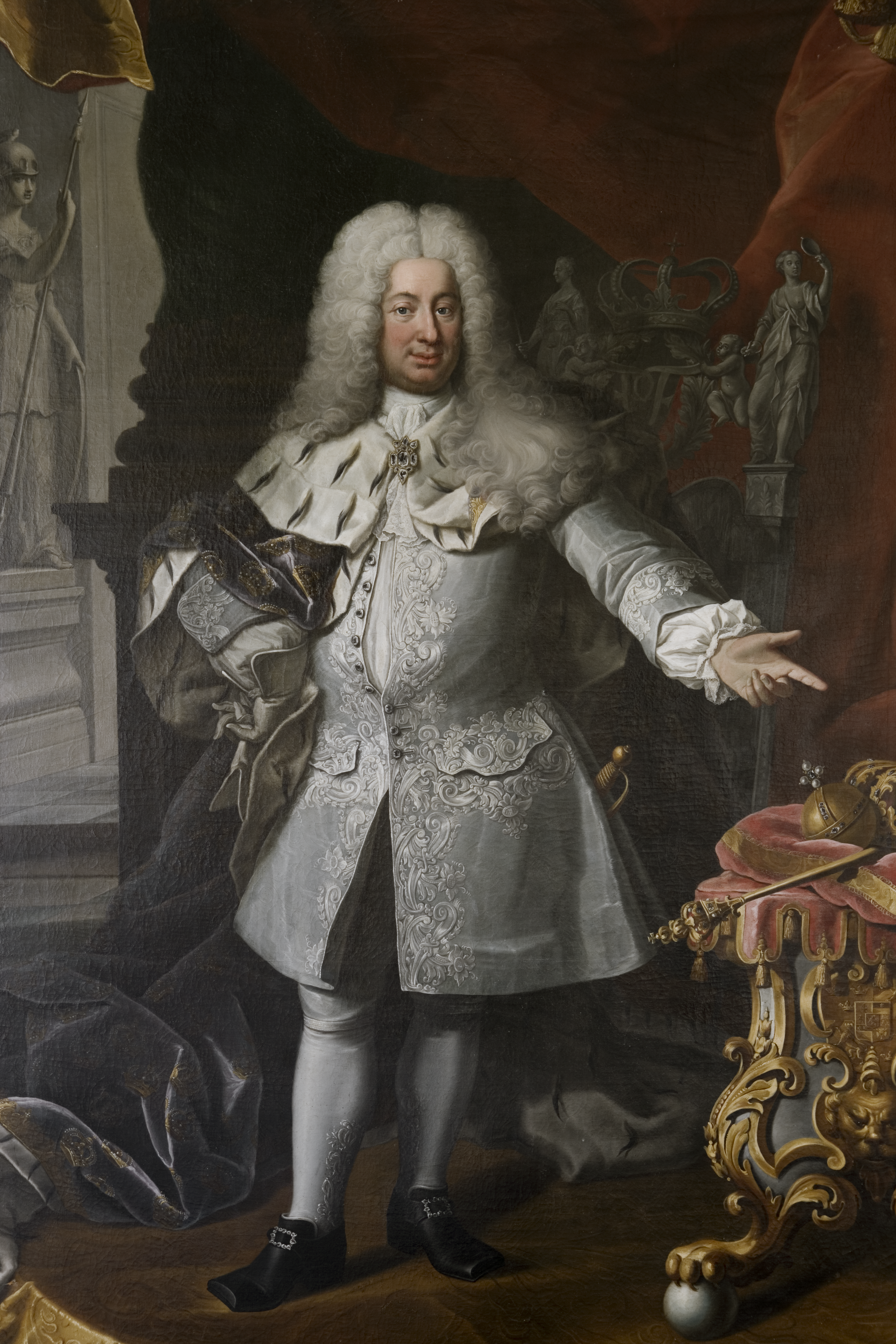
Federico I.

- 1676: Federico I, rey sueco entre 1720 y 1751 (f. 1751).
- 1772: Archibald Alexander Primer profesor del Seminario Teológico de Princeton,New Jersey (f. 1851).
- 1794: Carl Friedrich Philipp von Martius, médico, botánico y explorador alemán (f. 1868).
- 1814: August Heinrich Rudolf Grisebach, botánico alemán (f. 1879).
- 1814: Josif Pancich, botánico serbio (f. 1888).
- 1818: Alejandro II, zar ruso entre 1855 y 1881 (f. 1881).
- 1820: Alexander Cartwright, beisbolista estadounidense, inventor del béisbol (f. 1892).
- 1833: Jean-Baptiste Accolay, compositor belga (f. 1900).
- 1837: J. P. Morgan, financiero estadounidense (f. 1913).
- 1839: Francisco Naranjo, militar mexicano (f. 1908).
- 1842: Maurice Rouvier, banquero, periodista y político francés (f. 1911).
- 1845: Dominguito Sarmiento, militar chileno-argentino (f. 1866).
- 1849: Luis Adaro, ingeniero español (f. 1915).
- 1852: Cap Anson, beisbolista estadounidense (f. 1922).
- 1853: Arthur Moritz Schönflies, matemático alemán (f. 1928).
- 1854: Fidel Cano Gutiérrez, fue un periodista, escritor, catedrático, empresario, educador, político y poeta colombiano.(f. 1919).
- 1854: Benjamin Tucker, teórico estadounidense (f. 1939).
- 1857: Pedro Nolasco Cruz Vergara, crítico literario y escritor chileno (f. 1939).
- 1863: Augustus Edward Hough Love, matemático británico (f. 1940).
- 1867: María Guerrero, actriz española (f. 1928).
- 1870: Max Berg, arquitecto alemán (f. 1947).
- 1880: Leonard Woolley, arqueólogo británico (f. 1960).
- 1882: Artur Schnabel, compositor y pianista austriaco (f. 1951).
- 1883: Curt Nimuendajú, etnólogo, antropólogo y escritor germano-brasileño (f. 1945).
- 1884: Leo Frank, personalidad estadounidense (f. 1915).
- 1885: Isak Dinesen (Karen Blixen), escritora danesa (f. 1962).
- 1887: Clodomiro Picado Twight, científico costarricense (f. 1944).
- 1891: José Enrique Varela, militar español (f. 1951).
- 1896: Wenceslao Moreno, ventrílocuo español (f. 1999).
- 1897: Nisargadatta Maharaj, religioso y escritor indio (f. 1981).

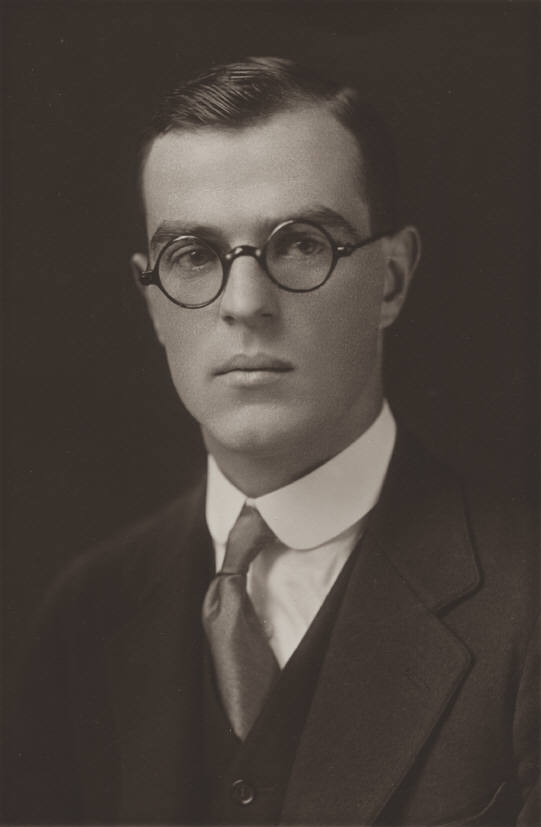
Thornton Wilder.

- 1897: Thornton Wilder, dramaturgo estadounidense (f. 1975).
- 1902: Jaime Torres Bodet, diplomático, ensayista y poeta mexicano, director de la Unesco entre 1948 y 1952 (f. 1974).
- 1903: Gregor Piatigorsky, violonchelista ruso (f. 1976).
- 1904: Rudolph Cartier, director de televisión austriaco (f. 1994).
- 1904: Irene Manton, bióloga británica (f. 1988).
- 1905: Enzo Sereni, escritor italiano sionista asesinado por los nazis (f. 1944).
- 1909: Alain Poher, político francés (f. 1996).
- 1911: George Seaton, cineasta estadounidense (f. 1979).
- 1913: José Estornés Lasa, abogado, editor, lingüista y político español (f. 1987).
- 1915: María Cristina Vilanova, primera dama guatemalteca (f. 2009).
- 1916: Sirimavo Bandaranaike, política y primera ministra ceilandesa (f. 2000).
- 1916: Ri Yong-suk, política, guerrillera y revolucionaria norcoreana (f. 2021)
- 1918: William Holden, actor estadounidense (f. 1981).
- 1919: Chavela Vargas, cantante mexicana (f. 2012).
- 1919: Osvaldo Dorticós Torrado, político cubano (f. 1983).
- 1923: Lindsay Anderson, cineasta británico (f. 1994).
- 1923: Gianni Raimondi, tenor italiano (f. 2008).
- 1926: Joan Lorring, actriz estadounidense (f. 2014).
- 1927: Luis Pascual Dri, cardenal católico argentino (f. 2025).
- 1928: François-Xavier Nguyen Van Thuan obispo y cardenal de la Iglesia católica (f. 2002).
- 1929: James Last, músico alemán (f. 2015).
- 1931: Esteban Siller Garza, actor de doblaje mexicano (f. 2013).
- 1935: Theo Angelopoulos, cineasta griego (f. 2012).
- 1938: Ben Barnes, político estadounidense.
- 1939: Aniceto Molina, acordeonista y cantautor colombiano en el género cumbia  (f. 2015).
- 1939: María del Rosario Molina, escritora y periodista guatemalteca.
- 1940: Billy Fury, cantante británico (f. 1983).
- 1940: Siegfried Jerusalem, tenor alemán.
- 1940: Anja Silja, soprano alemana.
- 1942: David Bradley, actor británico.
- 1944: L. Scott Caldwell, actriz estadounidense.
- 1946: Àngel Casas, periodista español (f. 2022)
- 1946: Georges J. F. Kohler, biólogo alemán, premio nobel de medicina en 1984 (f. 1995).
- 1947: Carlos Castillo Peraza, filósofo y político mexicano (f. 2000).
- 1947: Linda Martin, cantante irlandesa.
- 1948: Jan Hammer, compositor checo.
- 1949: Frank Russell, baloncestista estadounidense (f. 2021).
- 1950: L. Scott Caldwell, actriz estadounidense.
- 1950: Miguel Morales Barretto, guitarrista español, de la banda Los Brincos.
- 1951: Horst Hrubesch, futbolista alemán.
- 1951: Olivia Hussey, actriz británico-argentina (f. 2024).
- 1952: Željko Ražnatović, líder paramilitar serbio (f. 2000).
- 1954: Riccardo Patrese, piloto de automovilismo italiano.
- 1954: Roddy Piper (Roderic Toombs), luchador profesional canadiense (f. 2015).
- 1954: Michael Sembello, músico estadounidense.
- 1955: Pete Shelley, músico, compositor y cantante británico (f. 2018).
- 1957: Afrika Bambaataa (Kevin Donovan), DJ estadounidense.
- 1957: Nick Hornby, escritor británico.
- 1957: Antón Reixa, músico español.
- 1959: Sean Bean, actor británico.
- 1961: Daphne Kastner, actriz, cineasta y guionista canadiense.

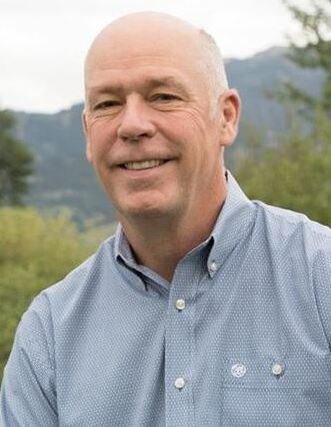
Greg Gianforte

- 1961: Greg Gianforte, político estadounidense, gobernador del estado de Montana desde 2021.
- 1963: Pedro Casablanc, actor español de origen marroquí.
- 1963: Joel Murray, actor estadounidense.
- 1964: Maynard James Keenan, cantante estadounidense, de las bandas Tool, A Perfect Circle y Puscifer.
- 1965: William Mapother, actor estadounidense.
- 1967: Henry Ian Cusick, actor peruano-británico.
- 1967: Barnaby Joyce, político australiano.
- 1968: Adam McKay, cineasta estadounidense.
- 1968: Norka Ramírez, actriz peruana.
- 1970: Redman, rapero estadounidense.
- 1970: Roberto Sosa, actor mexicano.
- 1971: José Francisco Cevallos, futbolista ecuatoriano.
- 1972: Jennifer Garner, actriz estadounidense.
- 1972: Jarkko Wiss, futbolista finlandés.
- 1973: Ross Aloisi, futbolista australiano.
- 1973: Theo Ratliff, baloncestista estadounidense.
- 1974: Mikael Åkerfeldt, músico sueco, de la banda Opeth.
- 1974: Victoria Beckham, cantante británica, de la banda Spice Girls.
- 1975: Stefano Fiore, futbolista italiano.
- 1975: Gabriel Soto, actor mexicano.
- 1976: Monet Mazur, actriz, cantante y modelo estadounidense.
- 1976: Sizzla, cantante jamaicano.
- 1977: Chad Hedrick, patinador de velocidad estadounidense.
- 1977: Frederik Magle, compositor y pianista danés
- 1977: Goran Drulić, futbolista serbio.
- 1978: Juan Guillermo Castillo, futbolista uruguayo.
- 1978: Pedro Piedra, músico chileno.
- 1978: Jason White, rugbista británico.
- 1979: Giusy Ferreri, cantautora italiana.
- 1979: Michael Treanor, actor estadounidense.
- 1980: David Otero (El Pescao), guitarrista español, de la banda El Canto del Loco.
- 1980: Fabián Vargas, futbolista colombiano.
- 1981: Michael Mifsud, futbolista maltés.
- 1981: Hanna Pakarinen, cantante finlandesa.
- 1982: Lee Jun Ki, actor y modelo surcoreano.
- 1982: Pablo Redondo, futbolista español.
- 1983: Gal Alberman, futbolista israelí.
- 1983: Roberto Jiménez, futbolista peruano.
- 1983: Andrea Marcato, rugbista italiano.
- 1984: Pablo Sebastián Álvarez, futbolista argentino.
- 1984: Francis Crippen, nadador estadounidense (f. 2010).
- 1984: Raffaele Palladino, futbolista italiano.
- 1984: C. J. Watson, baloncestista estadounidense.

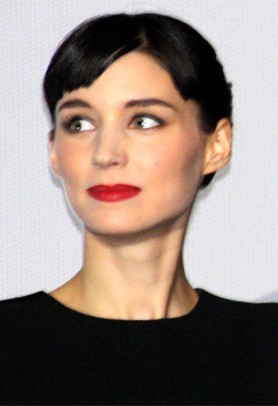
Rooney Mara.

- 1985: Rooney Mara, actriz estadounidense.
- 1985: Luke Mitchell, actor australiano.
- 1985: Jo-Wilfried Tsonga, tenista francés.
- 1986: Romain Grosjean, piloto de carreras franco-suizo.
- 1987: Karol Dance (Karol Jesús Lucero Venegas), presentador de televisión y radio, actor y cantante chileno.
- 1988: Takahiro Morita, cantautor japonés.
- 1988: Niamh Walsh, actriz irlandesa nacida en Australia
- 1989: Charles Aránguiz, futbolista chileno.
- 1989: Levon Hayrapetyan, futbolista armenio.
- 1989: Desmond N'Ze, futbolista italiano.
- 1989: Paraskevi Papachristou, atleta griega.
- 1989: Raúl Santana, actor ecuatoriano.
- 1990: Marina Hegering, futbolista alemana.
- 1990: Dominique Hisis, futbolista chilena.
- 1990: Gia Mantegna, actriz estadounidense.
- 1991: Migue García Díaz, futbolista español.
- 1992: Jinho, cantante, bailarín y modelo surcoreano del grupo Pentagon.
- 1992: Erin Nayler, futbolista neozelandesa.
- 1992: Nemanja Petrović, futbolista serbio.
- 1992: Mats Seuntjens, futbolista neerlandés.
- 1993: Hsu Heng-pin, futbolista taiwanés.
- 1993: Patric, futbolista español.
- 1994: Hongseok, cantante, modelo y actor surcoreano del grupo Pentagon.
- 1994: Marlon Ramírez, futbolista hondureño.
- 1995: Seiloni Iaruel, futbolista vanuatuense.
- 1995: Paulie Litt, actor estadounidense.
- 1995: Wheein, cantante y bailarina de Mamamoo.
- 1996: Dodi, futbolista brasileño.
- 1996: Gianluca Mancini, futbolista italiano.
- 1997: Lautaro Arellano, futbolista argentino.
- 1997: Jorge Meré, futbolista español.
- 1997: Martin Samuelsen, futbolista noruego.
- 1997: Arturo Segado, futbolista español.
- 1998: Kristoffer Ajer, futbolista noruego.
- 1998: Baek Seung-hwan, actor surcoreano.
- 1998: Marques Bolden, baloncestista estadounidense.
- 1998: Ronan Byrne, remero irlandés.
- 1998: Èric Montes, futbolista español.
- 1999: Hasan Abdulkareem, futbolista iraquí.
- 1999: Hirohide Adachi, futbolista japonés.
- 1999: Collin Anderson, futbolista jamaicano.
- 1999: Eros Mancuso, futbolista argentino.
- 1999: Andrea Miklós, atleta rumana.
- 1999: Park Yoon-ha, cantante surcoreana.
- 1999: Mohammed Salisu, futbolista ghanés.
- 1999: Daigo Takahashi, futbolista japonés.
- 2000: Yuki Amano, futbolista japonés.
- 2000: Aaron Astudillo, futbolista venezolano.
- 2000: Kate Beavon, nadadora sudafricana.
- 2000: Matevž Govekar, ciclista esloveno.
- 2000: Keisuke Yoshida, nadador japonés.
- 2000: Tommaso Marini, esgrimidor italiano.
- 2000: Miguel Nóbrega, futbolista portugués.
- 2000: Walter Tapia, futbolista peruano.
- 2000: Noelia Vargas, atleta costarricense.
- 2000: Zhang Yu, tiradora china.
- 2001: Agustina Cabo, actriz argentina.
- 2001: Ryujin, cantante y bailarina surcoreana del grupo Itzy.
- 2001: Georgi Tunjov, futbolista estonio.
- 2002: Couhaib Driouech, futbolista neerlandés.
- 2002: Whitney Osuigwe, tenista estadounidense.
- 2002: Darci Shaw, actriz británica.
- 2002: Kenneth Vargas, futbolista costarricense.
- 2003: Jeriel Quainoo, atleta británico.
- 2005: Antonio Nusa, futbolista noruego.

## Fallecimientos
- 485: Proclo, filósofo griego (n. 412).
- 648: Xiao, emperatriz china (n. 566).
- 858: Benedicto III, religioso italiano, papa.
- 1071: Manuel Komnenos, comandante militar bizantino (n. c. 1045).
- 1111: Roberto de Molesmés, santo francés (n. 1028).
- 1321: Blanca de Portugal, infanta portuguesa (n. 1259).
- 1574: Joachim Camerarius, erudito y traductor alemán (n. 1500).
- 1680: Kateri Tekakwitha, nativa estadounidense, beatificada por la Iglesia católica (n. 1656).
- 1695: Juana Inés de la Cruz, religiosa, poetisa y escritora mexicana (n. 1648).
- 1711: José I de Habsburgo, emperador alemán (n. 1678).
- 1723: Tomás Vicente Tosca, matemático, cartógrafo y teólogo español (n. 1651).
- 1761: Thomas Bayes, matemático británico (n. ~1702).
- 1764: Johann Mattheson, compositor alemán (n. 1681).
- 1790: Benjamin Franklin, político, científico e inventor estadounidense (n. 1706).
- 1839: Johanna Henriette Trosiener, escritora alemana, madre del filósofo Arthur Schopenhauer (n. 1766).
- 1874: Miguel Maceo, militar cubano, héroe de la independencia, hermano del general Antonio Maceo (n. 1852).
- 1892: Alexander MacKenzie, primer ministro canadiense (n. 1822).
- 1895: Jorge Isaacs, escritor colombiano (n. 1837).
- 1902: Francisco de Asís de Borbón, aristócrata y rey consorte de España (n. 1822).
- 1910: Ignacio Mariscal, escritor y diplomático mexicano (n. 1829).
- 1915: Maclovio Herrera, general mexicano (n. 1879).
- 1918: Friedrich Karl Johannes Thiele, químico alemán (n. 1865).
- 1930: Aleksandr Golovín, artista ruso (n. 1863).
- 1936: Charles Ruijs de Beerenbrouck, abogado y político neerlandés (n. 1873).
- 1942: Jean Perrin, físico-químico francés, premio nobel de física en 1926 (n. 1870).
- 1945: Jaap Hillesum, médico neerlandés, hermano de la escritora Etty Hillesum (1914-1943), asesinada en Auschwitz (n. 1916).
- 1945: August Lambert, aviador alemán (n. 1916).
- 1945: Hannie Schaft, partisana neerlandesa (n. 1920).
- 1946: Juan Bautista Sacasa, médico nicaragüense, presidente de Nicaragua entre 1933-1936 (n. 1874).
- 1948: Kantarō Suzuki, almirante de la Armada Imperial Japonesa y primer ministro de Japón (n. 1868).
- 1954: Lucrețiu Pătrășcanu, abogado y político rumano (n. 1900).
- 1955: Theda Bara, actriz estadounidense (n. 1885).
- 1958: Rita Montaner, cantante y actriz cubana (n. 1900).
- 1960: Eddie Cochran, músico estadounidense (n. 1938).
- 1962: Louise Fazenda, actriz estadounidense (n. 1895).
- 1968: Heriberto Jara, militar y político mexicano (n. 1879).
- 1975: Sarvepalli Radhakrishnan, filósofo y político indio, presidente entre 1962 y 1967 (n. 1888).
- 1978: Floren Delbene, actor argentino (n. 1899).
- 1981: Beto Gianola, actor argentino (n. 1924).
- 1982: Eugène Canseliet, escritor y alquimista francés (n. 1899).
- 1986: Cipriano Damiano, anarcosindicalista español (n. 1916).
- 1988: Louise Nevelson, pintora y escultora judía estadounidense nacida en Ucrania (n. 1900).
- 1990: Ralph Abernathy, líder estadounidense por los derechos civiles (n. 1926).
- 1992: Hank Penny, músico estadounidense (n. 1918).
- 1993: Turgut Ozal, presidente turco (n. 1927).
- 1994: Roger Wolcott Sperry, neurobiólogo estadounidense (n. 1913).
- 1996: José Luis López Aranguren, filósofo y ensayista español (n. 1906).
- 1997: Jaim Herzog, primer ministro israelí (n. 1918).
- 1997: Piet Hein, científico y poeta danés (n. 1905).
- 1998: Linda McCartney, cantante estadounidense, esposa de Paul McCartney (n. 1941).
- 2002: Delfina Guido, actriz colomboargentina (n. 1937).
- 2005: Antonio Royo Marín, fraile dominico y teólogo español (n. 1913).
- 2007: Kitty Carlisle, actriz estadounidense (n. 1910).
- 2008: Aimé Césaire, poeta y político francés (n. 1913).
- 2008: Danny Federici, organista estadounidense, de la banda E-Street Band (n. 1950).
- 2011: Alfonso Martínez, baloncestista español (n. 1937).
- 2013: Carlos da Graça, político santotomense (n. 1931).
- 2013: Deanna Durbin, actriz canadiense (n. 1921).
- 2014: Gabriel García Márquez, escritor, novelista y periodista colombiano, premio nobel de literatura en 1982 (n. 1927).
- 2014: Cheo Feliciano, fue un cantante y músico puertorriqueño de salsa y bolero. (n. 1935).
- 2014: Concha Pérez Collado, anarcosindicalista española (n. 1915).
- 2014: Mayra Alejandra actriz venezolana (n.1958)
- 2016: Doris Roberts, actriz estadounidense (n. 1925).
- 2017: Carlos Slepoy, jurista argentino, activista de los derechos humanos (n. 1949).
- 2018: Barbara Bush, primera dama de los Estados Unidos (n. 1925).
- 2019: Alan García, abogado y político peruano, presidente del Perú entre 1985-1990 y 2006-2011 (n. 1949).
- 2021: Black Rob, rapero estadounidense (n. 1969).
- 2021: Paul Helminger, político luxemburgués (n. 1940).
- 2022: Catherine Spaak, actriz y cantante italiana (n. 1945).

## Celebraciones
- Día Mundial de la Lucha Campesina.[1]

- Día Mundial de la Hemofilia.[2]

- Día de Apreciación de los Murciélagos.[3]

 Por países
(Por orden alfabético)
- Argentina: 
  - Día del Malbec.[4]
Variedad de uva con la que se elaboran vinos tintos. Se celebra como símbolo de la transformación vitivinícola argentina. Durante la década de los 90, la Argentina posicionó al Malbec como su varietal emblemático.
  -  Misiones: 
    - Día del Servicio Penitenciario Provincial de Misiones (SPP).[5]

  -  Neuquén:
    - Aniversario de la Policía de Neuquén.
Fundación: 17 de abril de 1957 (68 años).

- Palestina:
  - Día del Preso Palestino.[6]

- Siria:
  - Día de la Independencia.[7]

Compartidas
- Unión Europea:
  - Día Europeo de la Información Juvenil.

### Santoral católico
- San Acacio, obispo griego.

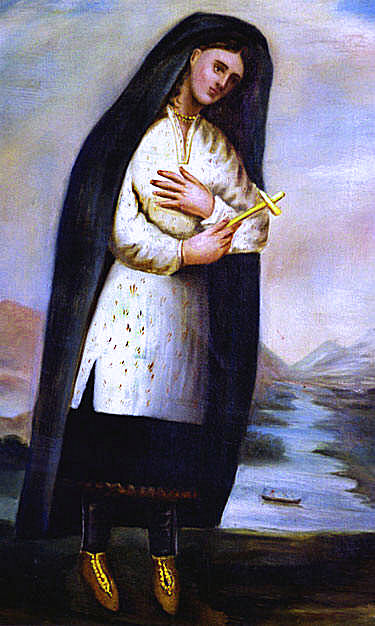
Catalina Tekakwitha, virgen y mártir
Santa católica e indígena iroquesa.

- Santa Catalina Tekakwitha, nativa americana. (imagen ilustrativa).
- San Donnan, obispo escocés.
- San Elías de Córdoba, mártir hispano.
- San Hermógenes, mártir griego.
- San Isidoro de Córdoba, mártir hispano.
- San Inocencio de Tortona, obispo italiano.
- San Pablo de Córdoba, mártir hispano.
- San Pantagato, obispo francés.
- San Pedro de Melitene, mártir griego.
- San Roberto de Molesmé, abad francés.
- San Roberto de Chaise-Dieu, abad francés.
- San Simón Bar Sabas, patriarca griego.
- San Ustazades, mártir persa.
- Beata Clara Gambacorti, religiosa italiana.
- Beato Enrique Heath, presbítero y mártir inglés.
- Beato Jacobo de Cerqueto, presbiterio y monje italiano.
- Beato Lucien Botovasoa, laico y mártir africano.
- Beata María de la Encarnación, Madre.
- Beata Mariana de Jesús, religiosa española.